# Hnědásek květelový
Hnědásek květelový (Melitaea didyma) je druh motýla z čeledi babočkovití vyskytujícího se od severní Afriky přes Evropu až po střední Asii, Sibiř a Mongolsko.

## Popis

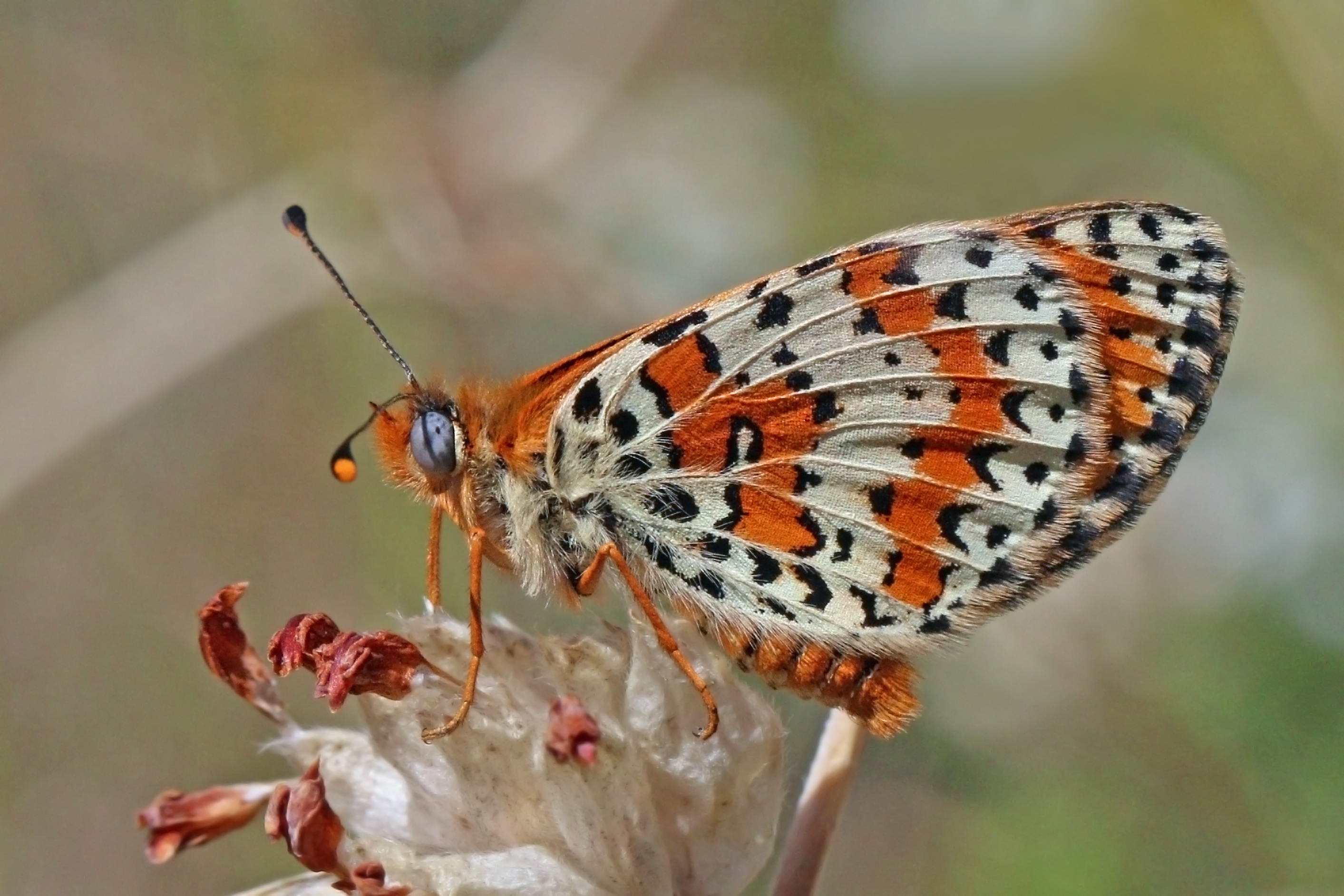
Spodní strana křídel hnědáska květelového

U hnědáska květelového je zřejmý pohlavní dimorfismus, kdy samečci jsou výrazně menší než samičky. Barva lícní svrchní strany křídel je u samečků sytě oranžová s variabilní černou kresbou, která se vyznačuje izolovanými černými skvrnami uspořádanými do řad kopírujících zakřivení vnějšího okraje křídel. Zbarvení křídel u samiček je méně výrazné, většinou bývá od pískově žluté po rezavě hnědou, černá kresba je ohraničená neostře. Rub křídel obou pohlaví je podobný. Rozpětí křídel se pohybuje v rozmezí 38-48 mm.

## Výskyt
Hnědásek květelový se vyskytuje od severu Afriky přes jižní a střední Evropu a Pobaltí a přes jih východní Evropy až po střední Asii, Sibiř, Mongolsko a Altaj. Tento druh preferuje biotopy, které jsou v pozdějším stádiu sukcese, tedy na otevřených xerotermních trávnících nebo také na skalních stepích. Může se vyskytovat i u železničních náspů.

## Ohrožení
V ČR je hnědásek květelový v kategorii „kriticky ohrožený“, vymřel téměř na celém území s výjimkou jen několika málo populací na jižní a západní Moravě.

## Vývoj
Hnědásek květelový je většinou jednogenerační motýl, který létá od června do srpna. Samička klade několik málo vajíček na živnou rostlinu (např. rostliny z rodu divizna nebo rozrazil, dále čistec přímý, černýš rolní, jitrocel kopinatý a lnice květel). Housenky poté přezimují a po přezimování žijí samostatně.

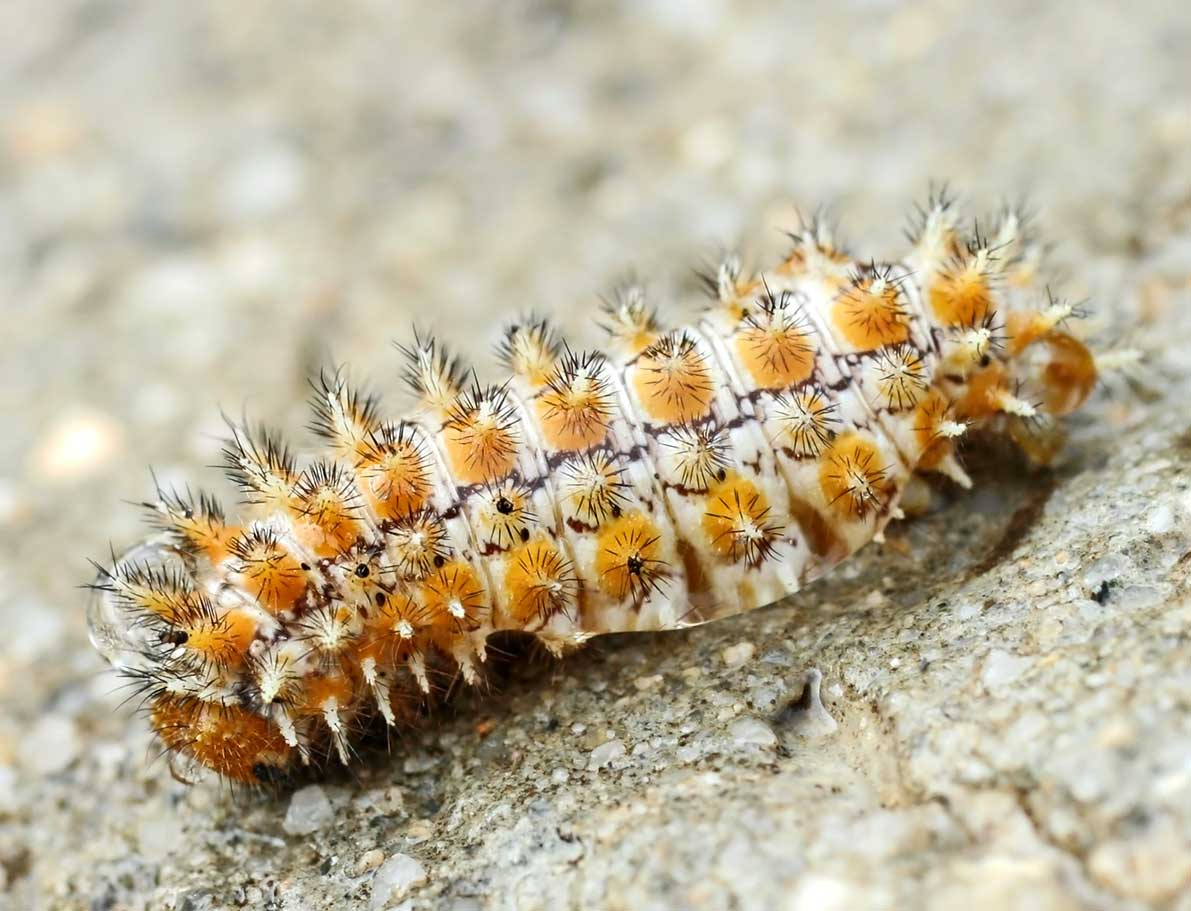
Housenka
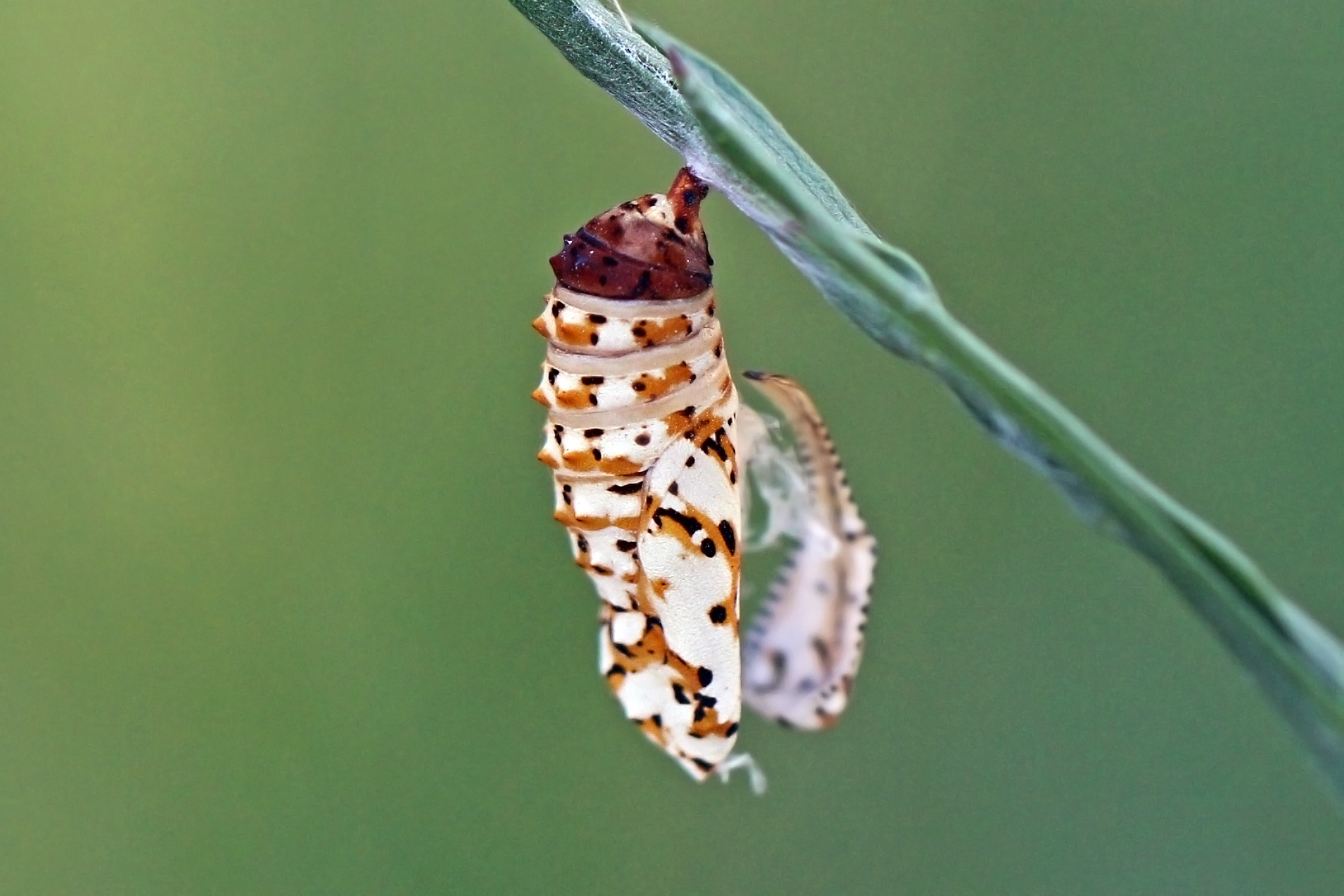
Kukla
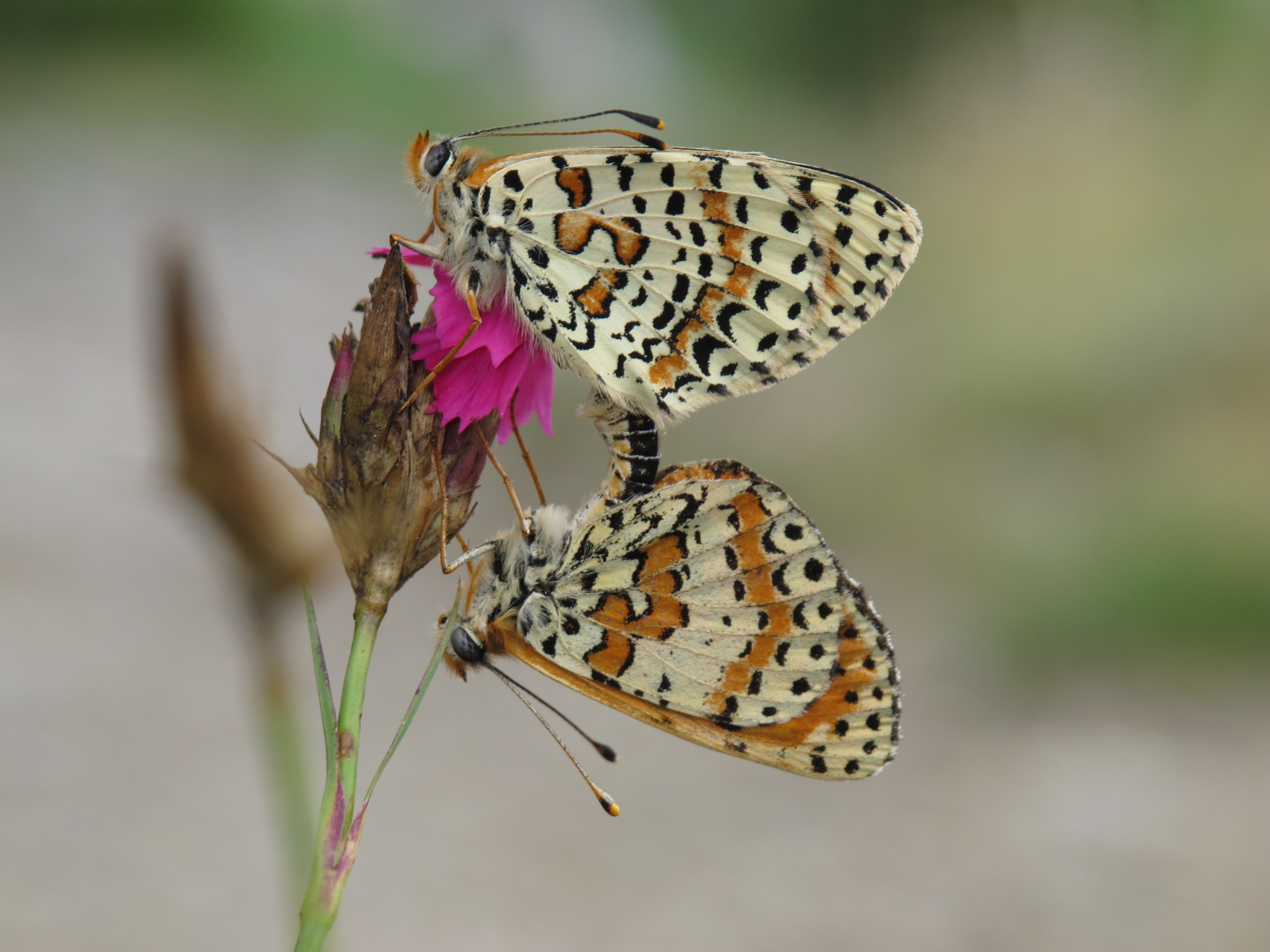
Páření